# Panna Maria Loretánská

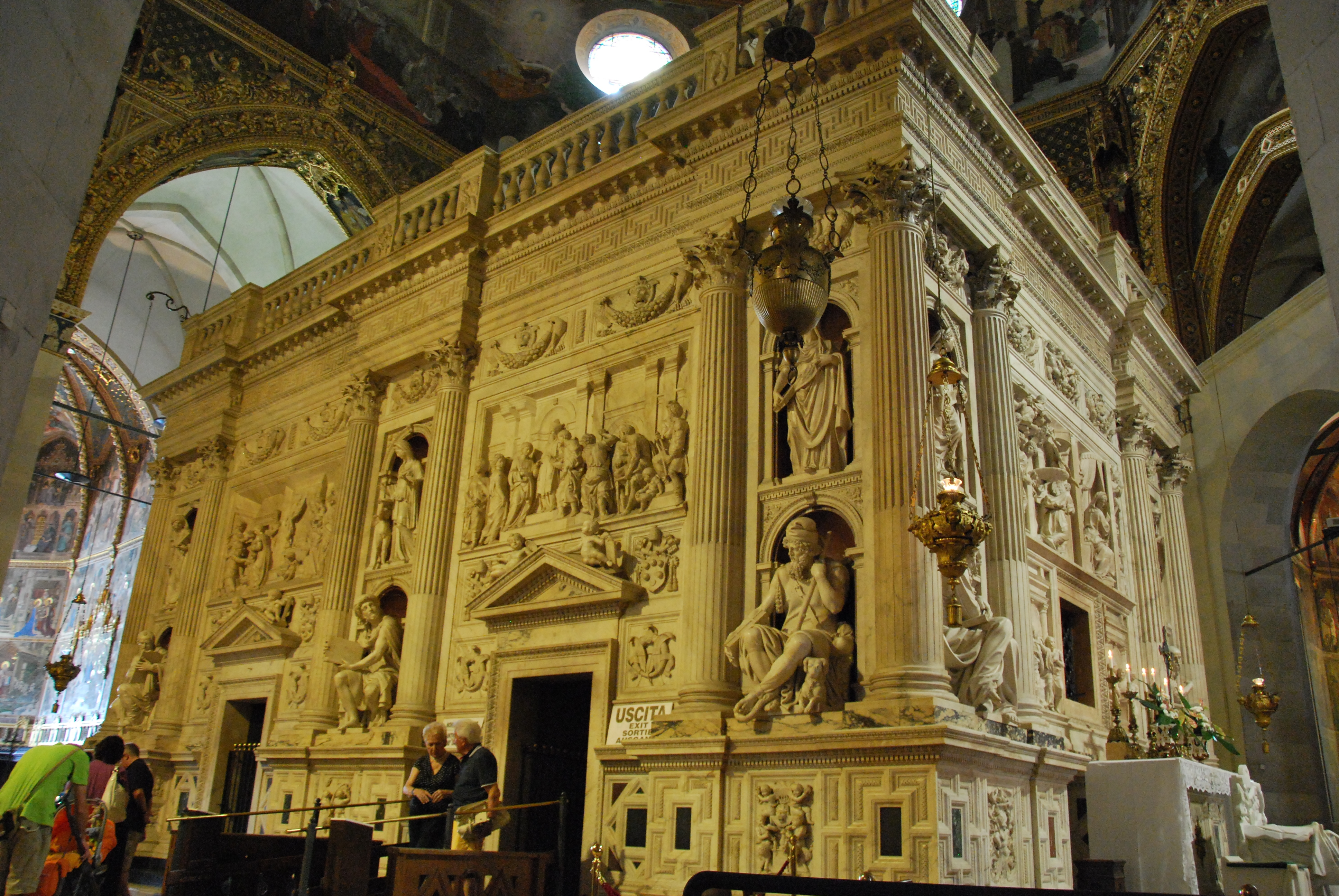
Svatá chýše v italském Loretu

Panna Maria Loretánská je titul Marie, matky Ježíšovy, užívaný v katolické církvi. Svátek Panny Marie Loretánské se slaví 10. prosince.

## Původ titulu
Pojem Sancta Casa, Svatá chýše, odkazuje k domku k Panny Marie v Nazaretu, ve které podle evangelií došlo ke zvěstování Mariina těhotenství archandělem Gabrielem. Již v průběhu 2. století se tento domek patrně stal poutním místem prvních křesťanů. Podle tradice byly kamenné stěny Mariina domku rozebrány a na lodi převezen do italského města Loreto. Není jasné, kým byl tento dům přenesen z Palestiny do Itálie. Legenda praví, že dům byl přenesen anděly. Tato představa se promítla i do výtvarného umění. Je ovšem možné, že tato legenda vznikla na základě jména řecké rodiny Angeli, která se na tomto transferu patrně podílela.

## Italské Loreto
Loreto se během 14. století stalo poutním místem, ke Svaté chýši přibyl celý komplex sakrálních staveb. Tradice italského Loreta se přesunula i do dalších evropských zemí. Nejznámější česká "Loreta" se nachází v Praze na Hradčanech nebo v Brně v Minoritském kostele. Brněnská loreta je vlastně samostatnou zděnou Svatou chýší, která je umístěna uvnitř samostatné paralelní lodi barokního kostela svatých Janů. Kostel Panny Marie Loretánské se nachází například v Paříži nebo Bratislavě.

## Loretánské litanie
K městu Loretu odkazují i Loretánské litanie. Jedná se o soubor invokací k Panně Marii, kterou v 16. století schválil papež Sixtus V. Český básník Václav Renč napsal sbírku rozjímavé mariánské poezie "Loretánské světlo".